# Alonso Pimentel y Pacheco
Alonso Pimentel y Pacheco (f. siglo XV - Benavente, Zamora, 1530), II duque de Benavente, IV conde de Mayorga, señor de Allariz, Milmanda y Arroyo del Puerco, adelantado mayor de León y comendador de Castrotorafe en la Orden de Santiago.

## Biografía
Era el segundo hijo de Rodrigo Alonso Pimentel, IV conde y I duque de Benavente, y su esposa María Pacheco, hija, a su vez, de Juan Pacheco, I marqués de Villena, I duque de Escalona y I conde de Xiquena. Durante la Guerra de Sucesión Castellana apoyó al bando de Isabel la Católica, por lo cual fue hecho prisionero del rey de Portugal. Tras la muerte de su padre, en 1499, sucedió en el gobierno de la Casa como conde-duque de Benavente.
En 1502 recibió a Felipe el Hermoso en su fortaleza, y cuatro años después, tras la firma de los acuerdos de Villafáfila, lo hospedó a él y a su esposa Juana la Loca en Benavente. Se mostró contrario al regreso de Fernando el Católico y, por otro lado, apoyó la llegada al trono de Carlos I de España, a quien acompañó en sus viajes a Zaragoza (1518) y Barcelona (1519), no sin antes hospedarlo en el palacio que poseía en Valladolid. Este palacio había comenzado a construirse entre finales de 1515 y comienzos de 1516 «a la calle que dizen de la Puente», pero encontró la férrea oposición de catorce representantes de las cuadrillas de la ciudad. El conde-duque se defendió afirmando que el palacio no se trataba de una «casa fuerte» y, finalmente, el rey y el municipio lo autorizaron a continuar la obra, aunque el procurador mayor, Francisco de Saldarla, lo acusó de haberse servido de la corrupción para conseguir esa decisión.
El 9 de agosto de 1518, el Consejo Real desautorizó al conde-duque de Benavente a celebrar una feria de Cuaresma en Villalón, puesto que contravenía una orden dada por Isabel la Católica en 1502 y era perjudicial para el fisco real. Nuevamente, se le ofreció como compensación la escribanía mayor de rentas, estimada en 16 000 ducados, y una suma en metálico de 8000 ducados. Alonso conservó la prebenda y, sin embargo, consiguió restablecer la feria.
En 1519, el monarca le concedió el collar del Toisón de Oro, pero el conde-duque se negó a aceptarlo:

Por ser muy castellano y no querer insignias de borgoñones, y porque Castilla las tenía tan antiguas, tan honradas y más provechosas que el Toison, el cual podia darse á quien lo prefiriese á las cruces coloradas y verdes con que sus abuelos habian espantado tantos infieles.
Prudencio de Sandoval, Historia de la vida y obras del Emperador Carlos V.

Por estos años fue designado adelantado mayor del Reino de León y comendador de Castrotorafe en la Orden de Santiago. En 1520 se le hizo merced de la Grandeza de España y participó de las Cortes de Santiago y La Coruña, donde, antes de que iniciase la primera sesión, y junto con otros magnates de la región, protestó por el hecho de que Galicia no estuviese representada en ellas.
Durante la Guerra de las Comunidades de Castilla, el conde-duque se mantuvo fiel al monarca Carlos I, aunque siempre en una posición de doble juego, actitud que suele achacarse a la mayor parte de la alta nobleza. El 8 de septiembre de 1520 celebró, a sus instancias, una reunión del embajador portugués con un grupo de procuradores de la Santa Junta, máximo órgano rebelde. En torno a esos días, se dirigió a una villa de su feudo, Castromocho, y reprimió violentamente el conato antiseñorial que surgía al calor de la revuelta comunera.
Se halló en la batalla de Tordesillas, aunque previamente había adoptado una postura no beligerante, basada en no precipitar los acontecimientos sino, en cambio, en hostigar a los comuneros con pequeñas incursiones militares. A finales de enero de 1521 se ofrecía volver a la lucha, siempre y cuando el Estado lo indemnizara por los destrozos causados en sus tierras. Meses después, el 30 de septiembre, y tras la derrota de los comuneros en la batalla de Villalar, inició una investigación judicial para determinar el costo de los mismos.
En Benavente realizó una importante ampliación de la fortaleza solariega, destacando la construcción de la Torre del Caracol, único resto del edificio que se conserva en la actualidad. Cerca del mismo se levantó otra pequeña residencia, denominada «El Jardín», donde habitaban los distintos animales exóticos propiedad del conde-duque: desde camellos a leones, pasando por leopardos y elefantes.
En 1517 fundó, junto a su esposa, el Hospital de la Piedad. Ambos auspiciaron la remodelación de la iglesia de Santa María del Azogue y las obras de ampliación del monasterio de San Francisco, sede de los capítulos de la provincia de Santiago desde 1529, y de la capilla mayor de su iglesia, en donde estaba instalado el panteón familiar.
Falleció en 1530, sucediéndole en el ducado de Benavente su hijo Antonio Alonso Pimentel y Herrera de Velasco.
El duque de Rivas escribió una anécdota sobre Alonso Pimentel y Pacheco que se titula "El castellano leal"

## Matrimonio y descendencia
Contrajo matrimonio en dos ocasiones. Hacia 1501, en primeras nupcias, con Ana de Velasco y Herrera, hija de Bernardino Fernández de Velasco, I duque de Frías, gracias a la cual pudo incorporar a sus dominios Torremormojón, Cigales y la actual Arroyo de la Luz. Con ella tuvo a:
- Rodrigo Pimentel y Herrera de Velasco, que sucedió como V conde de Mayorga.
- Antonio Bernardino Pimentel y Herrera de Velasco, que sucedió como III duque de Benavente.
- Blanca Pimentel y Velasco, que se casó con Juan Fernández Manrique de Lara, III marqués de Aguilar de Campoo.
- María Pimentel y Velasco, que se casó con Pedro Álvarez de Osorio, IV marqués de Astorga.
- Catalina Pimentel y Velasco, que se casó con Claudio de Quiñones y Mendoza, IV conde de Luna.
- Pedro Pimentel y Velasco, I marqués de Viana del Bollo, que se casó con María Manrique de Lara y Córdoba, hija de Pedro Fernández Manrique y Luna, IV conde de Osorno.
- Juan Alonso Pimentel, que fue gentilhombre de cámara de Felipe II.

En segundas nupcias, contrajo matrimonio con Inés Enríquez de Mendoza, hija de Pedro González de Mendoza y Luna, I conde de Monteagudo de Mendoza. Con ella tuvo a:
- María Pimentel, que se casó con Alonso de Acevedo y Zúñiga, III conde de Monterrey.